# Phryganoporus
Phryganoporus és un gènere d'aranyes araneomorfes de la família dels dèsids (Desidae). Fou descrita per primera vegada per Simon l'any 1908.
Les seves cinc espècies només ocorren dins Austràlia i Tasmània, amb una espècie que també viu a l'Illa Norfolk, al sud de Nova Caledònia. El gènere està relacionat amb les "aranyes casolanes negres", Badumna.
El nom deriva del grec phryganon "pal sec" i poros "forat", referint-se a la seva teranyina, que sovint la construeix en arbusts secs amb un forat com a entrada.

## Taxonomia
- Phryganoporus candidus (L. Koch, 1872) (Austràlia, Illes Norfolk)
- Phryganoporus davidleei Gray, 2002 (sud i oest d'Austràlia)
- Phryganoporus melanopygus Gray, 2002 (Austràlia Occidental)
- Phryganoporus nigrinus Simon, 1908 (Austràlia Occidental fins a Queensland)
- Phryganoporus vandiemeni (Gray, 1983) (Victòria, Tasmània)